# 만경여자고등학교
만경여자고등학교(萬頃女子高等學校)는 대한민국 전북특별자치도 김제시 만경읍 만경리에 있는 사립 고등학교이다.

## 학교 연혁
- 1961년 12월 12일 : 학교법인 석천학원 설립인가
- 1962년 3월 17일 : 만경여자중학교 설립인가
- 1966년 11월 17일 : 만경여자상업고등학교 설립인가 (3학급)
- 1967년 3월 4일 : 만경여자상업고등학교 개교
- 1973년 2월 14일 : 학교법인 옥산학원으로 정관변경
- 1974년 11월 14일 : 만경여자종합고등학교로 교명 변경
- 1975년 4월 15일 : 생활관 개축 완공
- 1979년 2월 20일 : 신축 교사 (27교실) 준공
- 1979년 12월 30일 : 가사조리실습실 완공
- 1982년 3월 1일 : 중·고 분리
- 1983년 8월 10일 : 산업체 특별학급 설치 (상과1)
- 1997년 2월 12일 : 특별학급 폐지
- 1999년 10월 6일 : 급식소 250m2 증축
- 2000년 11월 27일 : 만경여자고등학교로 교명 변경인가
- 2001년 9월 14일 : 학과 변동 인가(학년당 인문계 3학급, 정보처리과 2학급, 사무자동과 1학급)
- 2003년 11월 7일 : 대강의실 285m2 증축
- 2019년 3월 1일 : 학과 변동 인가 (학년당 일반계 1학급)
- 2023년 9월 1일 : 제20대 교장 정태환 취임
- 2024년 2월 7일 : 제55회 졸업 (총 졸업생수 9,249명)

## 참고 자료
- 만경여자고등학교 - 한국교육학술정보원 학교알리미